# Христіан Люрсен
Христіан Люрсен (нім. Christian Luerssen, 6 травня 1843 — 28 червня 1916) — німецький ботанік. Викладав у Ботанічному інституті Кенігсберзького університету. У 1917 році, частина його гербарію передається в Шведський музей природної історії.

## Життя і робота
Народився в сім'ї сигарного виробника. З бажанням стати вчителем, в 1858 році вступив до новоствореної семінарії викладачів Бремену. Після закінчення школи працював викладачем у Бремені, перш ніж зміг здобути за підтримки Сенату Бремена ступінь у галузі природничих наук у Єні, де на додачу до зоології та ботаніки від Ернст Аббе він вивчав також фізику. У 1868 році, здобувши докторський ступінь у Єні за ботанічну роботу, він повернувся в Бремен.
У 1869 році він дістав посаду асистента в університеті Лейпцига, згодом працював куратором Гербарію університету. Вивчав історію розвитку спорангіїв папоротей. Разом з Августом Шенком опублікував нім. Mitteilungen aus dem Gesamtgebiet der Botanik («Повідомлення в усій області ботаніки», Лейпциг, 1871—1875). У той час досліджував, зокрема, папороті Австралії і Океанії.
Для підтримки своєї сім'ї — від самого початку своєї діяльності в Лейпцигу, Люрсен одружився — був змушений шукати нову роботу як письменник. На додаток до оглядів наукових журналів, він писав підручники та навчальні посібники. Його нім. Grundzüge der Botanik («Основи ботаніки») і нім. Medizinisch-pharmaceutische Botanik («Ботаніка медико-фармацевтична») характеризувалися ідеологічною та методологічною обробкою й отримали статус канонічних робіт.
У 1884 році він був призначений ботаніком лісу від Королівської лісової академії в Еберсвальде. Безквіткові рослини (moniliformopses й голонасінні) були пріоритетом його наукових досліджень. Як автор, видавав нім. Handbuch der Forstwissenschaft («Посібник з лісового господарства») і перевидавав томи папоротей нім. Kryptogamen-Flora («Флора безквіткових»)
У 1888 році був призначений до університету Кенігсберга, де до 1910 року він був директором Інституту ботаніки та Ботанічного саду. Протягом цього часу і аж до своєї смерті, він був редактором нім. Bibliotheca Botanica, зробивши внески в ботанічні дослідження, які до цих пір існують. Його наукова робота була обмежена майже виключно в області систематики рослин, в той час як його справжня сила була в навчанні та розвитку освітніх матеріалів. У 1910 році вийшов на пенсію за станом здоров'я. Він провів свої останні роки у Гданську та Шарлоттенбурзі (Берлін).

## Епоніми
Близько п'ятнадцяти видів був названий на його честь, у тому числі:
- (Caesalpiniaceae) Cassia luerssenii  Domin
- (Cyperaceae) Cyperus luerssenii Boeck.
- (Dryopteridaceae) Aspidium luerssenii Dörfl.
- (Dryopteridaceae) Dryopteris luerssenii (Harr.) C.Chr.

## Публікації
- 1894. Beiträge zur Kenntnis der Flora West-und Ostpreussens. I—III. — Bibliotheca Botanica 6 (28) : 1-58, pl. I—XXIII (Stuttgart)
- 1889. Die Farnpflanzen oder Gefässbündelkryptogamen (Pteridophyta) (= Dr. Ludwig Rabenhorst's Kryptogamen-Flora von Deutschland, Oesterreich und der Schweiz. vol. 3). 2ª ed. Kummer, Leipzig
- 1888. Forstbotanik — Grundriß der speziellen Morphologie der deutschen Bäume und Sträucher, der wichtigsten Arten der Waldbodenflora sowie der baumverderbenden Pilze. En: Tuisko Lorey (eds.) Handbuch der Forstwissenschaft. Vol. 1, 1: Forstliche Produktionslehre I. Laupp, Tübingen, pp. 321—514
- 1886. Die Einführung japanischer Waldbäume in deutschen Forsten. In: Zeitschrift für das Forst- und Jagdwesen. 18. Jg., 1886, pp. 121—143, 251—273, 313—336, 442—448, 545—580
- 1883. Die Pflanzen der Pharmacopoea Germanica. Haessel, Leipzig 1883
- 1879—1882. Handbuch der systematischen Botanik mit besonderer Berücksichtigung der Arzneipflanzen. = Medicinisch-pharmaceutische Botanik, zugleich als Handbuch der systematischen Botanik für Botaniker, Ärzte und Apotheker. 2 Bände. Haessel, Leipzig
- 1877. Grundzüge der Botanik. Repetitorium für Studirende der Naturwissenschaften und Medicin und Lehrbuch für polytechnische land- und forstwirthschaftliche Lehranstalten. Haessel, Leipzig (5. durchgesehene und theilweise umgearbeitete Auflage. ibídem 1893)
- 1874. Die Pflanzengruppe der Farne (= Sammlung gemeinverständlicher wissenschaftlicher Vorträge. Serie IX, Heft 197). Lüderitz, Berlin
- 1872. Beiträge zur Entwicklungsgeschichte der Farn-Sporangien. Habilitation. In: August Schenk, Christian Luerssen: Mittheilungen aus dem Gesammtgebiete der Botanik. Vol. 1, 313—344, vol. 2, 42 pp. Leipzig, ISSN 842581-4
- 1868. Über den Einfluß des rothen und blauen Lichtes auf die Strömung des Protoplasma in den Brennhaaren von Urtica und den Staubfadenhaaren der Tradescantia virginica. Dissertation, Jena